# System cząstek

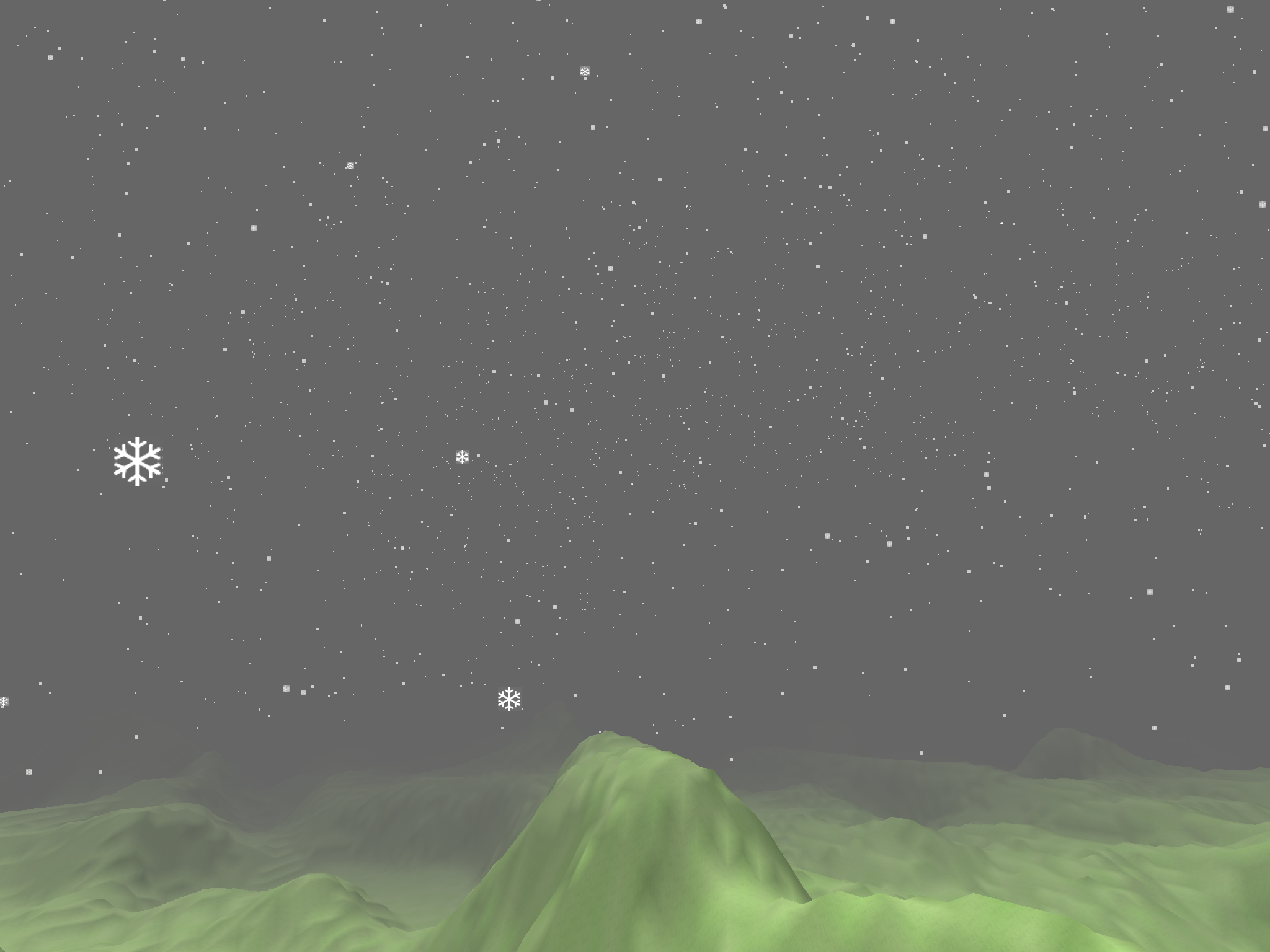
System cząstek reprezentujący śnieg.

System cząstek – zbiór pojedynczych elementów zwanych cząstkami reprezentujących określony efekt. Może to być np. deszcz, śnieg, dym, ogień. Systemy cząstek w grach fantastycznych służą również modelowaniu efektów specjalnych np. magicznych zaklęć czy czarów.

## Opis działania
Na wspólny obserwowany przez użytkownika efekt składa się ruch wielu cząstek emitowanych przez źródło. Każda cząstka ma określone parametry takie jak czas życia, rozmiar, kolor, położenie czy prędkość. Cząstkami steruje system cząstek, który emituje je z określonego w przestrzeni źródła, steruje ich ruchem oraz zmienia takie parametry jak np. kolor cząstki. Po upływie czasu życia cząstki są usuwane, zwalniając w pamięci miejsce na powstanie nowych. Poprzez zmianę poszczególnych parametrów można modyfikować wygląd otrzymanego efektu np. poprzez zwiększenie ilości emitowanych cząstek na sekundę zwykłą mżawkę można zamienić w ulewę.

## Opis parametrów cząstek

### Czas życia
Cząstki emitowane są przez źródło i po pewnym czasie przestają istnieć. Dlatego też dla każdej cząstki trzeba przechowywać informację o tym, jak długo istnieje dana cząstka, ile jeszcze czasu może istnieć. Czas życia cząstki może mieć wpływ na inne atrybuty, takie jak jej rozmiar, kolor, które mogą zmieniać się z upływem czasu.

### Położenie
Aby narysować cząstkę, trzeba znać jej położenie w przestrzeni. Można także przechowywać informację o poprzednich położeniach cząstki, jeśli zamierza się rysować jej ślad. Położenie cząstki zależy od jej prędkości.

### Prędkość
W większości zastosowań cząstki poruszają się, dlatego też trzeba określić ich prędkość. Najwygodniej przechowywać jest informację o prędkości razem z wektorem określającym kierunek ruchu. Dane te służą do wyznaczenia nowego położenia cząstki.

### Rozmiar
Rozmiar nie musi być koniecznie atrybutem poszczególnych cząstek. Jednak często zachodzi sytuacja, w której rozmiar cząstki zmienia się w czasie. Wtedy aktualny rozmiar cząstki jest bardzo ważnym atrybutem - pozwala na poinformowanie systemu cząstek o tym jak wygląda w danej chwili cząstka.

### Masa
Masa cząstki nie jest może zbyt precyzyjnym określeniem tego atrybutu, ale w przybliżeniu oddaje jego znaczenie. Atrybut ten określa wpływ różnych czynników zewnętrznych na zachowanie cząstki.

## Systemy cząstek
Każdy system cząstek dysponuje własnym zbiorem autonomicznych cząstek, które posiadają jednak pewne wspólne atrybuty. Zadaniem systemu jest tworzenie tych cząstek i nadanie im odpowiednich atrybutów w taki sposób, by uzyskać wymagany efekt. System cząstek określa zwykle:
1. listę cząstek
2. swoje położenie
3. częstość emisji cząstek
4. oddziaływania cząstek
5. zakresy wartości atrybutów cząstek i ich wartości domyślne
6. własny, bieżący stan
7. reprezentację cząstek